# Ptygonotus
Ptygonotus is een geslacht van rechtvleugeligen uit de familie veldsprinkhanen (Acrididae). De wetenschappelijke naam van dit geslacht is voor het eerst geldig gepubliceerd in 1927 door Tarbinsky.

## Soorten
Het geslacht Ptygonotus omvat de volgende soorten:
- Ptygonotus brachypterus Ying, 1974
- Ptygonotus chinghaiensis Ying, 1974
- Ptygonotus gansuensis Zheng & Chang, 1994
- Ptygonotus gurneyi Chang, 1937
- Ptygonotus hocashanensis Zheng & Hang, 1974
- Ptygonotus semenovi Tarbinsky, 1927
- Ptygonotus sichuanensis Zheng, 1983
- Ptygonotus tarbinskyi Uvarov, 1930
- Ptygonotus xinglongshanensis Zheng, Wang, Pan, Zhang & Zhang, 1994